# Juan Morel Campos

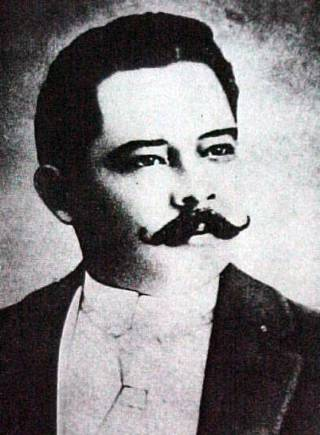
Juan Morel Campos

Juan Morel Campos (* 16. Mai 1857 in Ponce; † 12. Mai 1896 ebenda) war ein puerto-ricanischer Komponist und der bedeutendsten Vertreter der puerto-ricanischen Danca.
Campos erhielt den ersten Musikunterricht im Alter von acht Jahren bei Antonio Egipciaco. Er lernte praktisch alle Instrumente einer Blaskapelle zu spielen und war Gründer und Leiter der Feuerwehrkapelle (später Städtische Kapelle) von Ponce. Später nahm er Unterricht bei Manuel Gregorio Tavárez, dem Padre de la Danza Puertorriqueña, und gründete ein eigenes Orchester, La Lira Ponceña. Für dieses komponierte er mehr als dreihundert Dancas, die er später großenteils für das Klavier bearbeitete. Daneben finden sich unter seinen mehr als 550 Werken auch Walzer, Märsche, Ouvertüren und Sinfonien. Campos starb 1896 wenige Tage vor seinem 39. Geburtstag an den Folgen eines Herzinfarkts, den er während eines Konzertes erlitten hatte.